# 메소리노수쿠스
메소리노수쿠스(학명:Mesorhinus fraasi)는 악어목 피토사우루스과에 속하는 악어이다. 지금은 멸종된 악어로 몸길이가 4~6m인 거대한 악어에 속한다.

## 특징
메소리노수쿠스는 정기준의 두개골과 확장된 뼈를 가진 것이 특징이다. 수중의 생활에 적응한 악어로 발이 물갈퀴의 모양으로 진화되었으며 이는 수중에서의 유영에 많은 도움을 줬었다. 등에는 날카로운 가시와 갑옷의 역할을 했던 갑피를 가지고 있었으며 앞다리에 비해 뒷다리가 더욱 길었던 특징을 가지고 있다. 양턱에는 날카로운 20~25개의 삼각형 모양을 가진 이빨을 가지고 있으며 이것을 통해 먹이를 붙잡고 찢는 데에 사용을 했을 것으로 추정이 된다. 메소리노쿠스를 정확하게 분류하자면 독일의 고생물학자 중에 하나인 재켈(1910)은 괴팅겐 대학의 소장품에서 발견한 단 한 가지 표본을 근거로 세손에 대해 작센-안할트의 로어 번트산트슈타인(얼리 트리아스기)에서 가져온 템노스폰딜로 식별한 라벨을 붙여 설명했다. 앞쪽 끝부분이 없어진 GZG 부분 두개골의 번호 없는 홀로타입은 제2차 세계대전 중에 파괴되었다. 독일의 고생물학자 중에 하나인 스토커와 버틀러(2013년)에 의한 원래의 설명에서 사진에 따르면 정기준 두개골을 바탕으로 그것은 추정하여 층위 학적으로 최저 피토사우루스과임을 알리는 증거이다. 재켈(1910)은 베른부르크 인근 미들번탄트슈타인 바로 밑 지평선인 파르포스하우스 지역 위퍼브뤼케에 두개골이 보존된 침전물의 잠재적인 일치를 발견했다. 이렇게 되면 이 표본은 일찍부터 올레네키안(스미시아인)이 될 것이다. 그러나 홀로타입으로 살아남은 깁스가 없이 파괴되었고 새로운 표본 없이는 그 증명성을 확인할 수 없기 때문에, 그것은 주로 최근의 저자들에 의해 무시되거나, 보고된 지층적 발생이 잘못되었다고 가정하고 있다. 이로 인하여 다양한 저자들은 M. 프라시를 Palorhinus fraasi 또는 Parasuchus fraasi라고 지칭하는 한편 Stocker and Butler(2013)에 의한 피토사우리아에 대한 보다 최근의 리뷰는 이를 피토사우리아 인케르타에 세디스에 할당하면서 이를 자제했다. 먹이로는 당대에 서식했던 물고기, 갑각류와 같은 육식성의 먹이와 양치식물과 같은 초식성의 먹이를 모두 섭이했던 잡식성의 악어로 추정이 된다.

## 생존시기와 서식지와 화석의 발견
메소리노수쿠스가 생존하던 시기는 중생대의 트라이아스기 초기로 지금으로부터 2억 4500만년전~2억 2000만년전에 생존했던 악어이다. 생존했던 시기에는 독일을 중심으로 하는 유럽의 강과 호수에서 주로 서식했던 악어가 된다. 화석의 발견은 1910년에 독일의 트라이아스기에 형성된 지층에서 독일의 고생물학자인 오토 제켈에 의해 처음으로 발견되어 새로이 명명이 되었으며 이후 51년이 더 지난 1961년에 독일의 또다른 고생물학자인 오스카 쿤에 의해 새롭게 제안되어 다시 재명명이 된 종이다.

## 같이 보기
- 악어
- 중생대
- 트라이아스기
- 파충류
- 화석